# Girolamo Davado
Girolamo Davado (Montecarotto, 26 aprile 1845 – Stanthorpe, 22 gennaio 1900) è stato un religioso italiano.

## Biografia
Nacque a Montecarotto il 26 aprile 1845 da Pietro ed Elisabetta Leonardi. Venne ordinato sacerdote il 19 dicembre 1868 nella basilica di San Giovanni in Laterano, a Roma. Insieme a molti altri sacerdoti italiani, il 24 novembre 1870 si imbarcò sulla "Storm King", direzione Londra, prima tappa di un viaggio che si concluse il 19 marzo 1871 a Brisbane, in Australia. Assegnato due anni dopo alla parrocchia di Warwick, nel Queensland, più precisamente al quartiere di Stanthorpe dove venne nominato Primo Parroco, nella nuova destinazione fece costruire il convento per le suore della Misericordia. Il clima fresco e temperato del territorio e le condizioni del terreno del tutto simili alla sua Montecarotto, lo spinsero a incoraggiare la popolazione locale ad avvicinarsi alla coltivazione del nocciolo e della vite. Dietro le sue indicazioni, venne impiantato il primo vigneto ai piedi del Monte Morley, rinominato più tardi "Vineyard Vichie". 
Morì il 22 gennaio 1900, a causa di un tumore incurabile. Per i suoi parrocchiani, padre Girolamo Davado divenne "il padre del settore della frutta".